# Ведомство по патентам и товарным знакам США

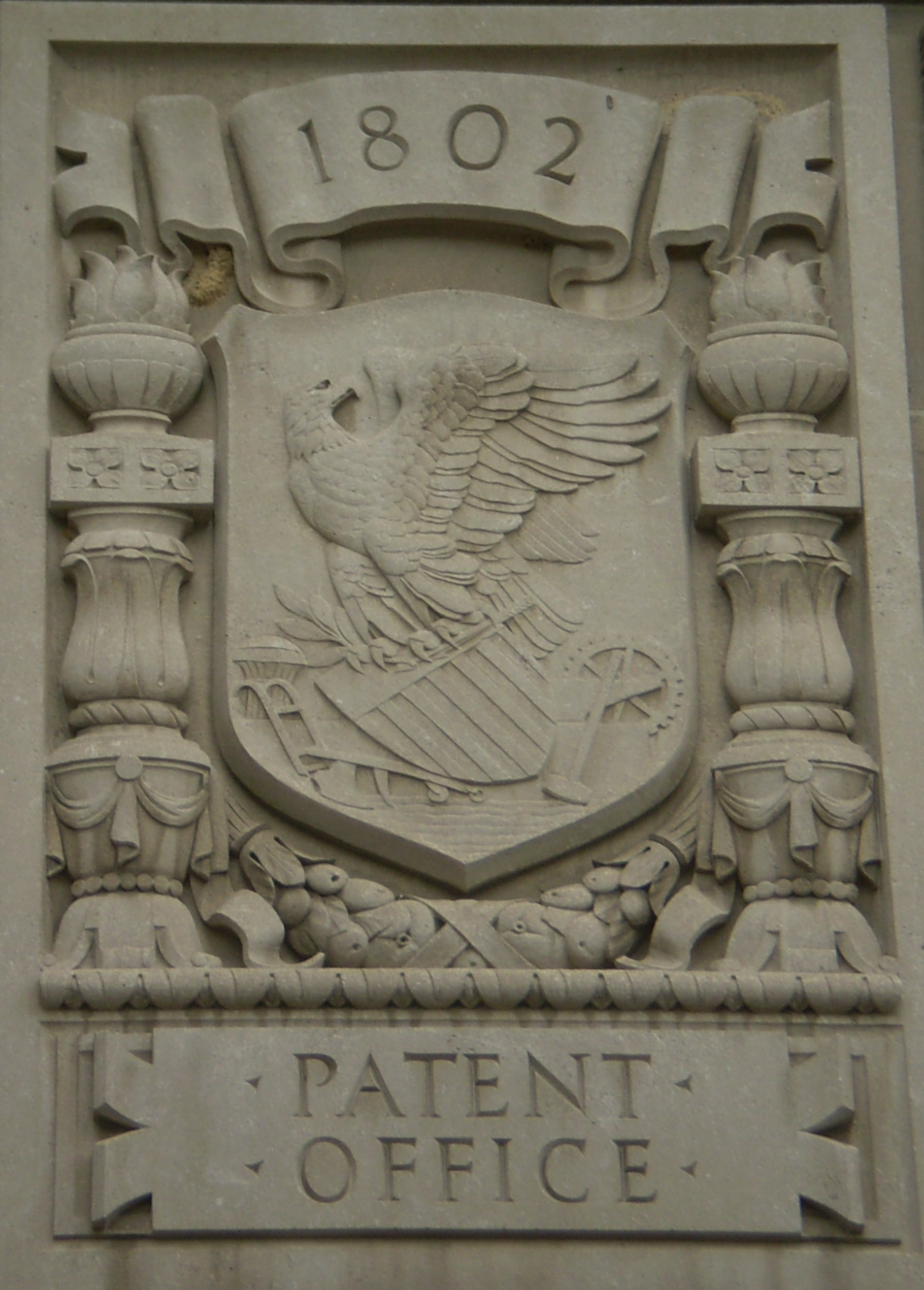
Барельеф, представляющий патентное ведомство на здании им. Герберта Гувера.

Ведомство по патентам и товарным знакам США (англ. United States Patent and Trademark Office, PTO или USPTO) — агентство Министерства торговли США, которое выдаёт патенты изобретателям и компаниям на их продукты и изобретения, а также регистрирует торговые марки и объекты интеллектуальной собственности.
В настоящее время USPTO базируется в Александрии (Виргиния). До 2006 года USPTO базировался в Арлингтоне, Вирджиния. С 1991 года USPTO полностью финансируется за счёт денег, взимаемых за обработку патентов и торговых марок.
USPTO сотрудничает с Европейским патентным офисом (Европейское патентное ведомство) и Японским патентным офисом (en:Japan Patent Office) как один из членов Трёхстороннего патентного бюро (en:Trilateral Patent Offices). В соответствии с этим USPTO имеет полномочия по приёму, международному поиску и международной предварительной экспертизы в отношении международных патентов, зарегистрированных в соответствии с Договором о патентной кооперации (Договор о патентной кооперации).

## Цель и миссия
Миссией USPTO является продвижение «индустриального и технологического прогресса в Соединённых Штатах и усиление национальной экономики» такими методами:
- управление законами, касающимися патентов и торговых марок;
- консультирование Министра торговли, Президента США и его администрации в вопросах патентов, торговых марок и защите авторских прав;
- обеспечение консультаций в аспектах интеллектуальной собственности, связанных с торговлей.